# UNITER 2003
Ediția a XI-a a Premiilor UNITER a avut loc la 7 aprilie 2003 la Teatrul Național din București.
Juriul de selecție a fost format din criticii de teatru Marian Popescu, Miruna Runcan și Octavian Saiu, iar al doilea juriu a fost format din personalități ale lumii teatrale românești.

## Nominalizări și câștigători
Câștigătorii apar cu litera aldine.

### Premiul pentru cel mai bun spectacol
- Flacără albă, Flacără neagră (Dybbuk), de An-ski, regia David Zinder, Teatrul Maghiar Cluj
- Othello?!, adaptare liberă după Shakespeare, regia Andryi Zholdak, Teatrul Radu Stanca Sibiu
- Regele moare, de Eugen Ionescu, regia Victor Ioan Frunză, Theatrum Mundi București

### Premiul pentru cea mai bună regie
- Radu Afrim - pentru spectacolul Alge, după Casa Bernardei Alba, de Federico Garcia Lorca, Teatrul Andrei Mureșanu, Sfântu Gheorghe
- Victor Ioan Frunză - pentru spectacolul Regele moare, de Eugen Ionescu, Theatrum Mundi București
- Mihai Măniuțiu - pentru spectacolul Exact în același timp de Gellu Naum, Teatrul Național Cluj

### Cea mai bună scenografie
- Dragoș Buhagiar - pentru spectacolele Alchimistul, Teatrul Odeon București și Baal, Teatrul Mic București
- Adriana Grand - pentru spectacolul Regele moare, Theatrum Mundi București
- Kolio Karamfilov - pentru spectacolul Othello?!, Teatrul Radu Stanca Sibiu

### Cel mai bun actor în rol principal
- Marius Bodochi - pentru rolul Béranger I / Regele din Regele moare, Theatrum Mundi București
- Constantin Cojocaru - pentru rolurile Leonida din Conu Leonida față cu reacțiunea și Zoia din Gaițele, Teatrul Odeon București
- Florin Piersic jr. - pentru rolul din Sex, Drugs, Rock and Roll, Teatrul Luni de la Green Hours, București

### Cea mai bună actriță în rol principal
- Ioana Gajdö - pentru rolul din Alge, Teatrul Andrei Mureșanu din Sfântu Gheorghe
- Imola Kézdi - pentru rolul Lea din Flacără albă, Flacără neagră (Dybbuk), Teatrul Maghiar Cluj
- Irina Movilă - pentru rolul Veta din O noapte furtunoasă, Teatrul Național I.L. Caragiale București

### Critică teatrală
- Mircea Morariu - pentru volumul Sur l'effet de spectacle, Biblioteca revistei Familia, Oradea
- Sebastian Vlad Popa - pentru concepția și realizarea revistei „Okean”
- Victor Scoradeț - pentru realizarea programului „ACTul lecturii” la Teatrul Act București

### Premiul pentru teatru radiofonic
- Gaițele de Alexandru Kirițescu, regia Dan Puican
- Grajdurile lui Augias de Emil Lungeanu, regia Mihai Lungeanu
- Lacrimi de sînge de Costin Manoliu, regia Gavriil Pinte

### Premiul pentru teatru de televiziune
- D'ale Carnavalului de Ion Luca Caragiale, Teatrul Național de Televiziune, regia Dominic Dembinski
- Inspecțiune și Situațiunea de Ion Luca Caragiale, Redacția Publicistică a TVR, regia Cornel Mihalache
- Ultima haltă în paradis de Valentin Nicolau, Teatrul Național de Televiziune, regia Alexandru Tocilescu

### Debut
- Theodora Cîmpineanu - pentru regia spectacolului O noapte furtunoasă sau nr. 9, de Ion Luca Caragiale, Teatrul L.S. Bulandra București
- Marius Manole - pentru rolul Paulie din spectacolul Drept ca o linie, de Luis Alfaro, Teatrul Maria Filotti Brăila
- Ana Mărgineanu - pentru regia spectacolului Deșeuri, după Teatru descompus de Matei Vișniec, Teatrul Luni de la Green Hours, București

### Premiul pentru întreaga activitate
- actor: Victor Rebengiuc;
- actriță: Irina Petrescu;
- scenografie: arh. Theodora Dinulescu;
- regie: Horea Popescu;
- critică și istorie teatrală: prof. univ. dr. Michaela Tonitza-Iordache

### Premii speciale
- Premiul special pentru coregrafie în arta spectacolului: Miriam Răducanu
- Premiul special pentru teatru de marionete și păpuși: Dorina Tănăsescu
- Premiul special pentru performanță în teatrul non-verbal: Dan Puric și Compania „Passe partout”
- Premiul special pentru teatru de copii: Daniela Anencov
- Premiul special pentru teatrul de revistă: Jean Constantin
- Premiul special pentru circ: Traian Ganea

### Cea mai bună piesă românească a anului 2002
- Tatăl nostru care ești în supermarket de Petre Barbu – face parte dintr-un colaj regizoral (Ana Mărgineanu) reprezentat la Teatrul Foarte Mic[1]